# Isabelle Charest
Isabelle Charest (n. 3 ianuarie 1971, Rimouski⁠(d), provincia Québec, Canada) este o sportivă ce a reprezentat Canada, medaliată olimpică. A participat la 3 ediții ale Jocurilor Olimpice (1994, 1998, 2002) în care a câștigat o medalie de argint și două medalii de bronz.